# Pekingi Filmakadémia
A Pekingi Filmakadémia (egyszerűsített kínai: 北京电影学院, pinjin: Běijīng Diànyǐng Xuéyuàn, magyaros átírás szerint: Peking Tienjing Hszüejüan) egy kínai felsőoktatási intézmény Pekingben, Ázsia legnagyobb filmes és televíziós képzésre specializálódott iskolája. Az intézmény nemzetközi elismertséget szerzett a filmszakmában elért eredményei révén.

## Történelem
Az 1950 májusában alapított iskola neve kezdetben a Kulturális Minisztérium Filmosztályának Előadó-művészeti Intézete (Performance Art Institution of the Film Bureau of the Ministry of Culture) volt. Az első évben 38 tanulót oktattak. A következő öt év során háromszor kapott új elnevezést. 1951 júliusában a Kulturális Minisztérium Filmosztályának Filmiskolája (Film School of the Film Bureau of the Ministry of Culture), 1953 márciusában Pekingi Filmiskola, végül 1956. június 1-jétől Pekingi Filmakadémia lett.
Alapítása óta az intézményben két iskola működik, a fényképészeti kar és a rajzfilm kar, a hozzájuk kapcsolódó szakirányokkal. A forgatókönyvíró szak volt a legkorábban, 1951-ben létrehozott szak.
Az akadémia fokozatosan bővítette az osztályok és szakok számát, 1950. szeptember 14-én indította az első előadó-művészeti egyetemi képzést. Az új képzés harminc tanulóból álló osztállyal indult, sokuk a filmezés és televíziózás ismert alakjai volt. Sikerének köszönhetően 1956 júniusában létrehozta az önálló Előadó-művészeti Intézetet. 1952-ben kezdődtek az első hangfelvételi programok, a szakot hivatalosan 1959-ben indították, majd folyamatosan növekedésnek indult. 1960-ban a hangfelvételi szak és a mérnöki iskola egyesült. 1955 szeptemberében az intézmény kétéves film és televíziós produkciós menedzsment kurzust indított. Bár az első kurzus végén mindössze 28 tanuló diplomázott, a népszerűsége egyre nőtt, majd 1987-ben hivatalosan is létrejött a menedzsment szak.
1966-ban a kulturális forradalom nehéz időket hozott Kína iskolái számára, mely a filmakadémiára is hatással volt, számos professzor elhagyta az intézményt. 1976 elején a kulturális forradalom végét követően sokan visszatértek, majd 1977-re az akadémia kiheverte a megpróbáltatásokat, 1978-tól pedig ismét fogadott jelentkezéseket.

## Híres végzősök
Az akadémia végzőseit hazai és nemzetközi elismertség vette körül filmes és televíziós tevékenységükért. Számos rendező, producer, forgatókönyvíró, színész és színésznő van a nevezetes diákok között.
Az intézmény leghíresebb végzősei a kínai filmművészet úgynevezett negyedik, ötödik és hatodik generációs rendezői lettek. A negyedik generációból Vu Tien-ming (Wu Tianming), Vu Ji-kung (Wu Yigong), Teng Ven-csi (Teng Wenji) és Csang Nuan-hszin (Zhang Nuanxin) vált ismertté. Az akadémia három legnevezetesebb ötödik generációs rendezője Tien Csuang-csuang (Zhuangzhuang), Csen Kaj-ko (Chen Kaige) és Csang Ji-mou (Zhang Yimou), a hatodik generációból pedig Csia Csang-ko (Jia Zhangke), Vang Hsziao-suaj (Wang Xiaoshuai) és Csang Jüan (Zhang Yuan). Kevésbé ugyan, de további ismert kínai filmkészítők voltak, akik az akadémián végeztek: Csang Csün-csao (Zhang Junzhao), Hszie Tien (Xie Tian), Csen Csiang (Chen Qiang), Jü Jang (Yu Yang), Vu Ji-kung (Wu Yigong), Huang Su-csing (Huang Shuqin), Hszie Fej (Xie Fei), Hu Mej (Hu Mei), Cseng Tung-tien (Zheng Dongtian), Ni Csen (Ni Zhen), Ting Jin-meng (Ding Yinmeng),Li Csien-kuan (Li Qiankuan), Cao Cuj-fen (Cao Cuifen), Huang Csien-hszin (Huang Jianxin) és Vej Lien (Wei Lian).
A később végzett diákok között is számos színész, színésznő és rendező szerzett ismertséget. Napjaink kínai-amerikai filmkészítője, Dayyan Eng, aki a cannes-i és a velencei filmfesztiválokon nyert díjakat, szintén az akadémia tanulója volt. Hszü Csing-lej (Xu Jinglei) ismert színésznő és rendező 1997-ben végzett. A 2000-es előadóművészi osztály végzősei közül három lett különösen ismert színész: Csao Vej (Zhao Wei), Huang Hsziao-ming (Huang Xiaoming) és Csen Kun (Chen Kun), további híresebb színészei az intézménynek Liu Ji-fej (Liu Yifei), Taj Hszüe-er (Dai Xue'Er) (戴雪儿), Csiang Ven-li (Jiang Wenli) és Csiang Csin-csin (Jiang Qinqin).